# Acul Samedi
Acul Samedi är en ort i Haiti.   Den ligger i departementet Nord-Est, i den nordöstra delen av landet, 120 km norr om huvudstaden Port-au-Prince. Acul Samedi ligger 104 meter över havet och antalet invånare är 765.
Terrängen runt Acul Samedi är varierad. Runt Acul Samedi är det ganska tätbefolkat, med 214 invånare per kvadratkilometer. Närmaste större samhälle är Fort Liberté, 16,8 km norr om Acul Samedi. I omgivningarna runt Acul Samedi växer huvudsakligen savannskog.